# 공민왕
공민왕(恭愍王, 1330년 5월 31일 (음력 5월 6일), 율리우스력 5월 23일 ~ 1374년 11월 4일 (음력 9월 22일, 율리우스력 10월 27일), 재위: 1352년 1월 22일(음력 1351년 12월 27일, 율리우스력 1352년 1월 14일) ~ 1374년 11월 4일)은 고려의 제31대 국왕이다. 초명은 기(祺), 휘는 전(顓), 몽골식 이름은 바얀 테무르(몽골어: Bayan Temur, 한자: 伯顔帖木兒 '백안첩목아')이며 호는 이재(怡齋)와 익당(益堂)이다.
충숙왕과 공원왕후 홍씨의 차남이며 충혜왕의 동복 동생이다. 묘호는 없으며 고려에서 올린 시호는 인문의무용지명렬경효대왕(仁文義武勇智明烈敬孝大王)이고, 명에서 받은 시호는 공민(恭愍)이다.
즉위 초반에 무신 정권을 혁파하고 배원정책을 추진하여 원나라의 지배에서 벗어나고자 개혁을 추진하였다. 신돈 등을 등용하여 권문세족과 부패 관료와 외척을 정리하고 신진사대부를 중용하는 등의 노력하였나 노국대장공주의 사후에 개혁의지를 상실한채 끝내 실패하고 말았다.
말년에 남색과 술, 향락에 탐닉하던 중 1374년 홍륜, 최만생에 의하여 시해되었다. 영명하고 다재다능하였으며, 특히 그림과 서예에 능하였다. 갑작스러운 죽음으로 아홉 살에 불과한 아들 모니노(우왕)가 왕위를 계승하였는데, 모니노의 생모인 반야가 신돈의 노비라는 점 때문에 후에 정통성 논란이 벌어졌다.

## 어린 시절

### 출생
1330년 충숙왕과 공원왕후의 차남으로 태어났다. 원나라 황실 출신은 아니었지만 그는 곧 원나라 조정의 압력에 의해서 몽골에 입조하게 된다. 1341년(충혜왕 2) 원나라에 건너갔다. 1344년(충목왕 원년)에 강릉부원대군(江陵府院大君)에 봉해졌고, 1349년(충정왕 1년)에 원나라의 황족인 위왕(魏王)의 딸 노국대장공주를 아내로 맞았다.

### 원나라 입조와 귀국
충혜왕 사후 충목왕과 충정왕이 연이어 즉위하였으나, 왕권이 불안정한 가운데 권문세족과 외척들이 전횡을 일삼게 되었고, 충정왕의 불안정한 상황과 지위속에서 1351년, 충정왕이 폐위되자 뒤를 이어 즉위하였다. 공민왕은 즉위 후 원나라의 영향력으로부터 벗어나려는 시도를 하였고, 왕비인 노국대장공주 또한 왕의 뜻을 지지하여 많은 힘을 실어주었다.

## 즉위후 치세

### 개혁 추진
공민왕은 대륙의 정세가 동요하자 이를 이용하여 원나라의 기반을 끊고 완전한 독립을 회복하기 위하여 과감한 혁신정치를 단행하였다. 원나라의 풍습과 연호 및 관제를 폐지하고 문종 때의 옛 제도로 복구시켰으며, 정동행성과 쌍성총관부를 철폐하였다. 또한 기철을 비롯한 친원파를 제거하고, 명나라와 협력하여 요동을 공략했다.
1369년(공민왕 18년) 이인임, 이성계로 하여금 동녕부를 정벌케 하는 한편 정방(政房)을 폐지하여 권문세가의 세력을 억압했다.
신돈을 등용하여 전민변정도감(田民辨整都監)을 설치하였고, 귀족들이 겸병한 토지를 소유자에게 반환시키고 불법으로 노비가 된 사람들을 해방시키는 등 선정을 베풀었다. 그러나 홍건적과 왜구의 침입을 받아 국토가 황폐화되고 국력이 소모되었다.

### 무신 독재 혁파
즉위한 지 두 달 뒤인 이듬해 2월부터 그는 전격적으로 개혁작업에 돌입해 2월 초하루에는 무신정권의 최우가 설치하여 인사행정을 맡아오던 정방을 폐지하였다. 그리고 바로 다음 날 개혁조서를 선포하여 토지와 노비에 관한 제반 문제를 해결할 것을 명령하였다. 1352년 8월 공민왕은 다음과 같은 조서를 내렸다.
옛날의 임금들이 일심전력으로 나라를 다스릴 때, 친히 국정을 담당함으로써 견문을 넓혔고 하부의 실정 또한 살필 수 있었다. 지금이야말로 임금이 친히 나라를 맡기에 걸맞은 시기이다. 첨의사, 감찰사, 전법사, 개성부, 선군도관은 판결송사에 관하여 5일에 한 번씩 반드시 계를 올리도록 하라.

공민왕의 이 명령은 곧 왕의 친정체제 구축을 위한 획기적인 조치였다. 무신정권 이후 왕은 실권없이 원나라의 복속체제 아래에서 겨우 서무를 결재하는 권리만 되찾은 상태였다. 하지만 공민왕은 거기서 만족하지 않고 각 부서의 중요 부위를 직접 챙기며 관계와 민생 전반에 대한 통치기반을 확립하려 했던 것이다.
이러한 공민왕의 친정체제 구축작업은, 무신정권 이후 거의 이뤄지지 않았던 정치토론장인 서연을 재개함으로써 더욱 구체화되었다. 공민왕은 8월의 서연에서 원로와 사대부들이 교대로 경서와 사기, 예법 등을 강의할 것과 전답 및 가옥, 노비와 억울한 죄수 문제를 시급히 해결할 것을 촉구하였다. 또한 첨의사와 감찰사를 자신의 눈과 귀로 규정하고, 정치의 옳고 그름을 위해 백성들의 이해관계에 대한 기탄 없는 보고를 할 것을 명령하였다.
이에 따라 그동안 권력에 기생하던 성사달 등 부패한 고급관리들이 대거 하옥되었다. 또한 상장군 진보문의 아내 송씨의 간통사건을 적발하는 등, 부정을 일으킨 자들을 색출하여 하옥함으로써 관리들의 기강을 바로잡고 발기를 단속하였다.

### 숙청과 왕권 강화

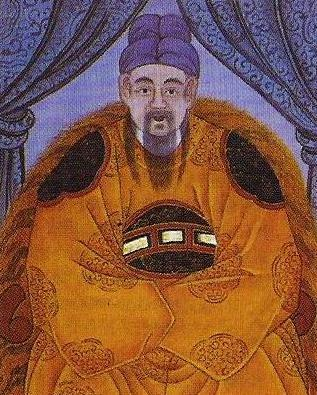
고려 공민왕 영정 (조선후기작, 작자미상)

#### 조일신의 난
홍건적의 난으로 원나라의 지배력이 대폭 약해진 틈을 타서 공민왕은 본격적인 반원 자주화 개혁정치를 폈다. 그러나 1352년 9월 공민왕의 과감한 개혁정치에 위기를 느낀 판삼사사(判三司事) 조일신(趙日新)이 정천기(鄭天起), 최화상(崔和尙), 장승량(張升亮) 등과 힘을 합쳐 대신 기원과 최덕림 등을 죽이고 정변을 일으켰다. 정변에 성공한 조일신은 곧 공민왕을 협박하여 자신을 우정승에 임명케 하고, 자신의 측근들을 요직에 배치하였다.
한달 뒤 조일신은 다시 자신과 함께 거사를 감행했던 최화상과 장승량 등을 죽였다. 이로써 조일신은 정권을 독차지하게 된다. 이때 조일신은 좌정승으로 승진하였으며, 판군부 감찰을 겸하며 공신 칭호까지 받아내기에 이른다. 그러나 공민왕은 그를 제거할 마음을 품고 기회를 노리고 있었다. 그리고 며칠 뒤 정동행성에서 대신들과 의논한 뒤 김첨수(金添壽)를 시켜 조일신을 연행하는 데 성공했다.
조일신을 제거한 공민왕은 그 측근인 정을보, 이권, 나영걸, 고충절, 이군상 등 28명을 하옥하였다. 이어 조익청을 좌정승으로, 이제현을 우정승으로 임명하여 개혁적 정권을 공고히 하게 되었다.

#### 기철의 역모사건
한편 당시 원나라는 피지배층 한족의 반란인 홍건적의 난으로 몸살을 앓고 있었다. 1354년 음력 7월, 원나라의 지원 요청으로 최영, 이방실, 안우, 김용, 정세운, 유탁(柳濯) 등은 병력 2천을 이끌고 원나라에 파병되었다. 파병군은 고려종정군(高麗從征軍)이라 불렸다. 파병 후 귀국한 장군들이 원나라의 몰락을 상세히 보고하여, 공민왕의 반원개혁에 힘을 실어주었다.
1356년(공민왕 5년) 음력 4월 공민왕은 당시 원나라의 기황후를 중심으로 하여 권세를 부리던 기철 등 기씨일족과 권겸, 노정 등의 부원 세력을 역모죄로 숙청하였는데, 이를 병신정변(丙申政變)이라 한다. 그 동안 기씨일족들은 원 순제의 황후가 된 기자오의 딸을 중심으로 횡포를 부리고 있었기 때문이다. 또한 몽골의 연호와 관제를 폐지하고 문종 당시의 칭제(稱制)로 환원하였으며, 원나라의 정동행중서성이문소도 폐지하였다.

#### 쌍성총관부 공격
1356년 음력 4월, 공민왕은 유인우(柳仁雨)에게 몽골이 백 년 가까이 장악하고 있던 쌍성총관부(雙城摠管府) 관할 지역의 수복을 명령하여 한반도 철령 이북의 땅을 되찾았다. 또한 원나라의 연호 대신 독자적인 연호를 쓰고, 관직 명칭도 원래대로 되돌려놓았다. 쌍성총관부를 공격한 것은 공민왕의 반원 개혁의 상징적인 사건이었다. 이때 고려인의 후손으로 원나라에 투항한 조휘와 탁청 이래 쌍성총관부에서 총관과 천호 직을 대대로 세습해온 한양 조씨와 탁씨 세력을 척결하는 데 조휘의 손자 조돈과 이자춘, 그리고 그의 아들 이성계가 결정적으로 내응해 쌍성총관부 격파가 성공을 거두게 된다. 이를 계기로 고려 조정에 협력한 조돈과 이자춘 부자(父子) 등이 고려 정계의 전면에 등장했다.
같은 해 공민왕은 인당에게 명하여 압록강 너머 원나라의 8참(站)을 공격하여 격파하였으며, 파사부(婆娑府) 등 3참을 점령하였다. 이 사건은 고려 최초의 요동 정벌로 평가된다. 1362년(공민왕 11년) 2월부터 7월까지 요동의 몽골 군벌 나하추는 쌍성총관부의 잔당인 조소생과 함께 고려의 동북면에 침공하였다. 그러나 나하추는 이성계가 이끄는 고려군에게 대패하였다. 이 사건으로 인하여 쌍성총관부의 잔당 조소생, 탁도경 세력은 완전히 몰락하였다.

### 홍건적 침입
1359년(공민왕 8년) 음력 12월부터 1360년(공민왕 9) 음력 2월까지, 홍건적 장수 모거경이 4만 명을 이끌고 한반도 고려 국경을 침공하였다. 모거경은 서경까지 함락시켰으나 안우, 이방실, 최영이 지휘하는 고려군에게 패해 물러갔다. 1361년(공민왕 10년) 음력 11월부터 1362년 음력 1월까지 반성, 관선생, 사류, 파두반이 이끄는 홍건적 20만 명이 다시 한반도 고려국을 침공하여, 수도 개경까지 함락시켰다. 그러나 곧 고려군의 대대적인 반격을 받고 압록강 너머로 패주하였다. 홍건적은 몽골에 반대하는 한족으로 구성되었다. 이 때문에 홍건적 침입의 영향으로 고려의 반원 개혁은 부분 차질을 빚었으며, 고려 조정은 원나라와의 관계 개선을 위해 한때 관제를 개혁 이전으로 되돌리기도 하였다.

### 왜구 침입

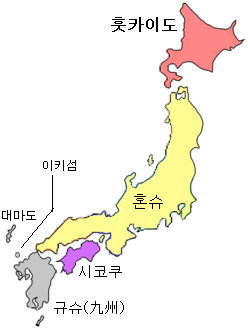
일본 지도 (규슈, 대마도, 이키섬)

1350년부터 본격적으로 왜구가 출몰하기 시작했다. 이들의 대부분은 일본 규슈(九州) 북부지역 출신으로, 일본이 남북조 시대(1336~92)의 내란기에 접어들자 전쟁으로 인한 기근에 시달리던 자들로, 대마도와 이키섬을 근거지로 삼아 활동하였다. 초기에 왜구들은 주로 남해안에서 곡물 수송선과 곡물창고를 약탈했으나 점차 경기도 연안에까지 그 활동무대를 넓혔다. 때로는 100 여척의 해적선을 이끌고 나타나 내륙까지 침노하여 마을들을 쑥대밭으로 만들곤 했다. 공민왕은 반원정책으로 원과 갈등하며 북방수비에 군사력을 집중하던 시기였기에 왜구의 약탈에 효과적으로 대처할 수 없었다. 아울러 왜구로 인해 공민왕의 반원개혁에도 제동이 걸렸다. 조운선이 계속 약탈당하자 조세의 육로 운반을 추진했고, 왜구로 부터 지역을 방위하기 위해 연호군(烟戶軍)을 긴급 조직해서 대처해 나갔으나 약탈의 피해는 극심했다.
1358년(공민왕 7년) 최영이 이끄는 고려군이 4백 척 규모의 함대로 오예포(吾乂浦)에 침략한 왜구를 물리쳤다. 이듬해 홍건적의 1차 침입을 물리치자 마자 왜구가 큰 규모로 쳐들어 왔다. 이때부터 왜구는 양민학살을 서슴치 않으며 이전보다 난폭해지기 시작했다. 고려군의 토벌작전에 대한 거친 대응이었다. 이들이 수도 개경 입구인 강화의 교동과 예성강 어구에까지 출몰해 개경의 치안을 위협하였는데, 이로인해 고려 조정은 천도를 고려하기도 했다.
홍건적의 2차침입을 물리친후에야 적극적으로 왜구 습격에 대비할 수 있었고, 1364년(공민왕 13년) 음력 5월에는 김속명이 이끄는 고려군이 진해에 침입했던 3천 명의 왜구를 격파하였다. 이후 왜구들은 원명교체기로 인해 해안경비가 소홀해진 중국대륙으로 약탈지를 변경하였다. 이로인해 한반도에 출몰횟수는 줄어드는듯 했으나 곧 왜구가 다시 출몰하였고 이들은 기마병까지 동원하였다. 공민왕은 최영을 왜구 방어의 책임자로 임명하여 퇴치에 노력하는 한편 일본에 사신을 보내는 등 외교적인 노력도 기울였다. 그밖에도 왜구에 대한 유화책을 펼치기도 했으나 약탈을 근절시키지 못했으며 왜구에 의한 피해는 공민왕의 치세내내 이어졌다.

### 여진과 몽골의 침입
1364년(공민왕 13년) 음력 1월, 여진의 대추장 김삼선(金三善), 김삼개(金三介) 형제가 고려의 동북면에 침입하였으나 이성계 휘하의 고려군에게 대패하였다. 또한 같은 달 원의 동녕로 만호 박백야대(朴伯也大)가 고려의 서북면 연주(평안북도 영변)을 침입하였다. 이는 원나라가 고려에 행한 최후의 공격이었다. 그러나 이 공격은 최영이 지휘하는 고려군에 의해 참패로 끝났다.

### 김용의 난
공민왕이 왕세자로 원나라에 입조했을때 김용은 시종이었는데, 그때의 인연으로 인해 공민왕 즉위후 순조로운 관직생활을 이어갈 수 있었다. 간통사건에 연루되는 등 여러 불미스러운 일들이 있었으나 공민왕의 총애를 받는 측근으로서 가벼운 처벌을 받은후 다시 중용되기도 했다. 권력 욕심이 컸던 그는 1362년(공민왕 11년) 음모를 꾸며 자신과 권력을 다투던 정세운, 안우, 이방실, 김득배 등을 주살한후 더 큰 야망을 품게 되었다.
한편, 고려에서 죄를 짓고 원으로 도망쳐온 최유는 기황후에게 접근하여 공민왕 폐위와 덕흥군(德興君) 추대라는 거사 추진을 부추겼다. 기황후가 지난 1356년에 자신의 오라비 기철을 죽인 공민왕에게 복수하고자 한다는 것을 알고 있었기 때문이다. 원나라 황실로로부터 거사에 대한 내응 요구를 받은 김용은 1363년(공민왕 12년) 음력 3월, 공민왕에 대한 암살을 시도했다. 홍건적과 여진족의 침입으로 피난하였다가 개경 근처에 있는 흥왕사에 행궁을 차리고 있던 공민왕의 처소를 자객들을 이끌고 급습했던 것이다. 공민왕은 피신하여 화를 면했고 최영이 반란군을 진압하였다. 김용은 경주로 유배되었다가 참수당했다.

### 최유의 난
김용의 공민왕 시해가 실패하자 덕흥군은 1364년 음력 1월 원나라의 지원을 받아 최유와 함께 원나라군 1만 명을 이끌고 고려의 서북면에 침입하였다. 침입소식을 접한 공민왕은 경천홍과 안우경에게 군사를 내주어 서북부 일대를 방비토록 하였다. 최유는 압록강을 건너 의주를 포위하여 함락시켰다. 그후 선주를 근거지로 삼고 남하를 준비하고 있는데 최영의 군대가 급습하는 바람에 대패하고 말았다. 패배후 원나라로 돌아간 최유는 고려정벌의 필요성을 주장했으나 반대에 부딪쳤고 오히려 포박당한뒤 고려로 압송된후 사형되고 말았다.

## 생애 후반

### 개혁 실패

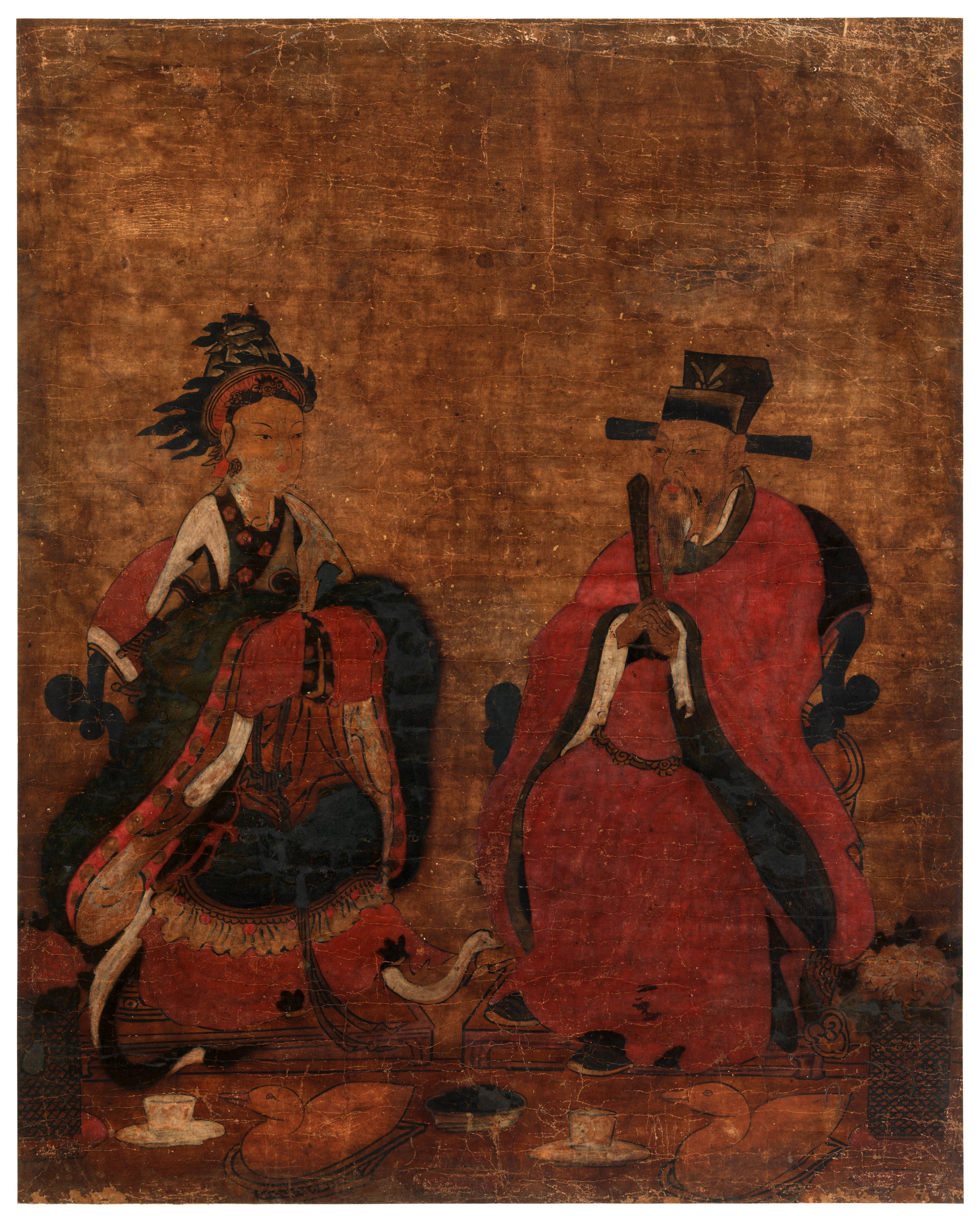
종묘 공민왕 신당에 소장되어 있는 공민왕 부부 영정

홍건적과 왜구의 계속적인 침범은 고려의 국력을 소모시켰다. 1365년(공민왕 14), 오랫동안 아이를 갖지 못했던 노국대장공주가 드디어 회임을 하였다. 그러나 노국대장공주는 난산 끝에 사망하고 말았다. 노국대장공주의 죽음은 공민왕에게 극심한 충격을 주었다. 그는 노국대장공주의 초상화를 바라보며 통곡했고, 정사를 돌보지 않았다. 노국대장공주는 인덕왕후(仁德王后)로 추존되었으며, 공민왕은 서거한 왕후를 추모하는 불사(佛事)에 전력을 기울였다. 왕비의 사후 그는 술로써 시름을 달랬다. 그리고 끝없는 상심에 빠졌던 공민왕은 1365년 음력 5월 을사환국(乙巳換局)을 통해 신돈을 등용하였다. 영산 출신 승려였던 신돈은 당시 살아있는 부처라는 소문이 있었고 그 소문을 들은 공민왕은 직접 영산까지 내려가 신돈과 만나 대담하였으며, 신돈을 개경으로 불러들여 시국을 논하였는데 그의 달변이 왕의 마음에 들게 된다. 왕은 신돈을 환속시킨 뒤 수정리순론도섭리보세공신(守正履順論道燮理保世功臣) 벽상삼한삼중대광(壁上三韓三重大匡)에 책록하고 영도첨의사사(領都僉議使司) 판감찰사사(判監察司事)제조승록사사(提調僧錄司事) 겸 판서운관사(判書雲觀使) 취성부원군(鷲城府院君)에 임명했다.

### 신돈의 등용과 제거
1366년 신돈의 건의로 전민변정도감이 설치되었다. 수상직과 감찰서와 서운관의 수장직을 겸한 신돈은 전민변정도감(田民辨整都監)을 설치하여 권문세족들이 불법으로 겸병한 토지를 원소유자에게 환원시키는 한편 억울하게 노비로 전락한 사람들을 해방시켰고, 또한 성균관을 다시 설치하였다. 신돈은 민중들에게 '성인' 칭송을 받았다. 결국 신돈의 개혁으로 권문세족과 신흥 무인세력은 힘을 잃게 되었고, 이들은 곧 신돈의 정책에 대해 거세게 반발하였다.
1366년(공민왕 15년) 음력 10월 김유(金庾)가 1백 척의 규모의 토벌군을 이끌고 제주도를 공격했으나 패전했다. 당시 제주도는 삼별초의 항쟁에 진압된 뒤 몽골의 목마장(牧馬場)이 설치되었으며, 다수의 몽골인들이 주둔하여 친원노선을 걷고 있었다. 이후 약 10여 년 넘게 제주도는 고려 조정에 반발하였다.
1368년(공민왕 17년) 명나라가 건국되자 이인임을 보내어, 명나라와 협력하여 요동에 남은 원나라 세력을 공략하였다. 1370년(공민왕 19년) 1월과 11월, 이성계와 지용수로 하여금 동녕부(東寧府)를 공격하여 오로산성(五老山城)을 점령하였고, 요동의 고려인을 본국으로 송환시켰다. 그러나 이것이 영토 확장으로까지 이어지지는 않았다.
1371년(공민왕 20년) 음력 7월 신해환국(辛亥換局)으로 신돈이 유배된 후 처형되었다. 이로써 공민왕의 개혁은 사실상 마감되었다. 신돈을 잃은 공민왕도 더 이상 개혁의지를 갖지 못하고 방황 하고 만다. 그해 음력 9월 동녕부를 다시 공격하는 명을 내렸다. 노국대장공주의 죽음과 신돈의 제거 이후 개혁정책에 염증을 느낀 그는 술과 남색에 빠져 방황하게 된다.

## 죽음
노국대장공주를 잃은 공민왕은 1372년 젊고 외모가 잘생긴 청년을 뽑아 자제위(子弟衛)를 설치하여 곁에 두고 좌우에서 시중을 들게 하였다.
1374년(공민왕 23년) 9월, 자제위 중 한명인 홍륜(洪倫)이 공민왕의 후궁인 익비(益妃)와 간통하였는데, 내시 최만생이 은밀히 왕에게 보고하자, 공민왕은 "이 사실을 아는 자를 모두 죽여야 겠다."고 말했다. 이에 두려움을 느낀 최만생은 홍륜에게 이 사실을 알렸고, 이날 밤에 홍륜은 권진(權瑨), 홍관(洪寬), 한안(韓安), 노선(盧瑄) 등과 더불어 모의하여 술에 취한 공민왕을 칼로 찔러 죽이고는 '도적이 침입했다'고 소리쳤다.
하지만 위사(衛士)들은 벌벌 떨기만 하고 움직이지 못하였으며, 재상과 백집사들은 변을 듣고도 아무도 나오지 않았다. 날이 밝을 무렵에 명덕태후가 강녕대군(江寧大君) 우(禑)를 데리고 내전에 들어와 왕의 죽음을 비밀로 하고 발상(發喪)하지 않았다.
이인임은 처음에 승려인 중 신조(神照)가 항상 대궐 안에 있었으며, 완력이 있고 남을 속이는 꾀가 많았으므로 그가 난을 일으킨 것이라 여겨 감옥에 가두었으나, 얼마 지나지 않아 병풍과 최만생의 옷 위에 피가 뿌려진 흔적이 있음을 보고서, 이에 최만생을 하옥시켜 국문(鞫問)하여 사건의 진상을 밝혀내었다. 최만생과 홍륜을 비롯하여 변란을 일으킨 주동자들은 체포되어 사지가 찢기는 거열형을 당하고 그들의 삼쪽 또한 멸족되었다.
이 사건 이후 이인임에 의해 어린 우왕이 즉위하면서 이인임의 섭정이 전개되었다. 우왕은 공식적으로 궁녀 한씨의 소생이었으나 실은 신돈의 여종인 반야의 소생으로 신돈의 자식이라는 소문에 시달렸으며, 이성계 일파는 이를 사실로 내세워 우왕과 창왕이 왕씨가 아닌데도 고려의 왕권을 찬탈하여 고려 왕조의 맥이 끊긴 것이라고 주장하였고, 새로운 왕조인 조선의 개국을 정당화하는 논리로 이용하였다.

## 능묘

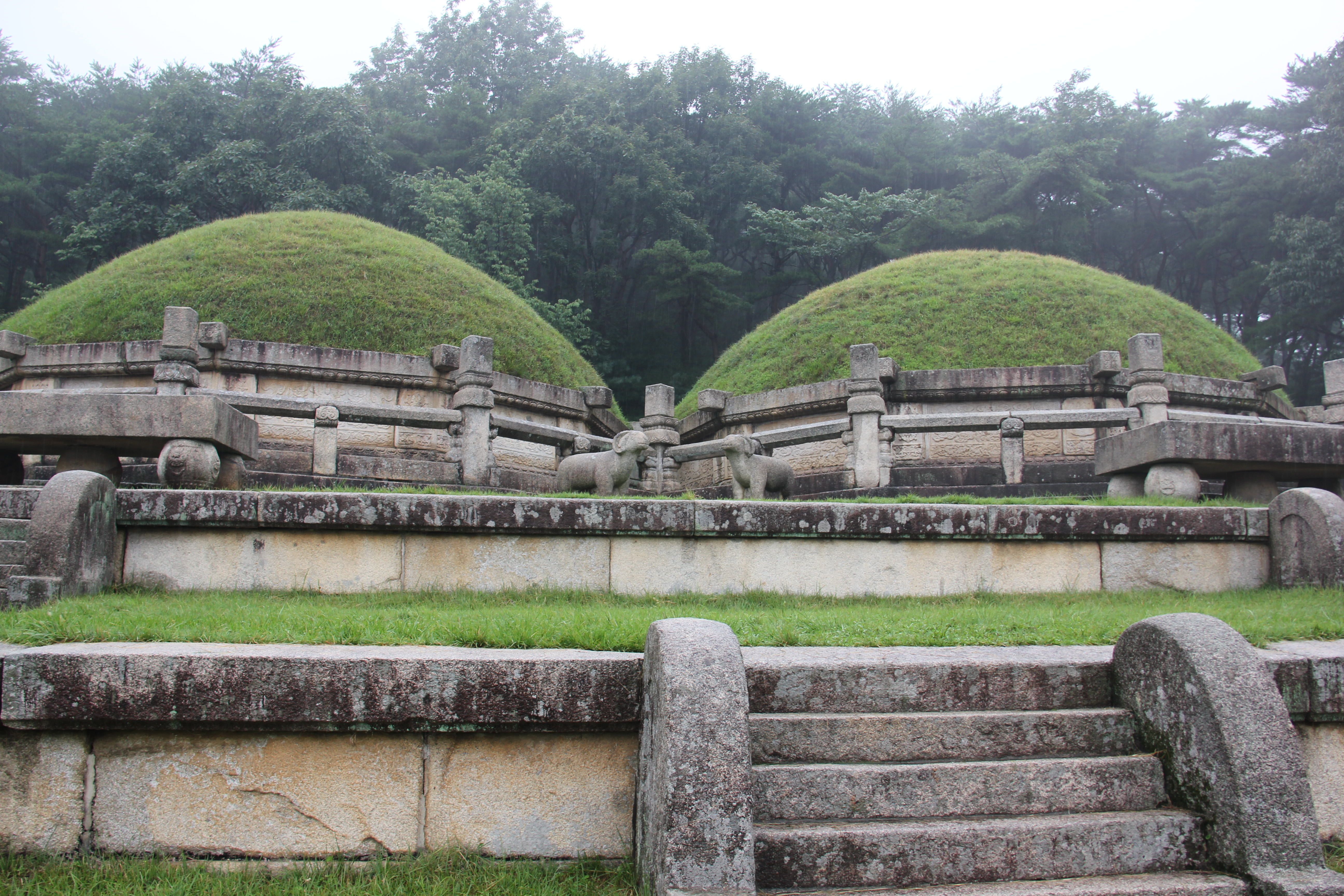
공민왕과 노국공주가 묻힌 현정릉

공민왕의 능은 현릉(玄陵)이며, 노국대장공주의 능인 정릉(正陵)은 그 옆에 나란히 있다.

## 미술과 서예

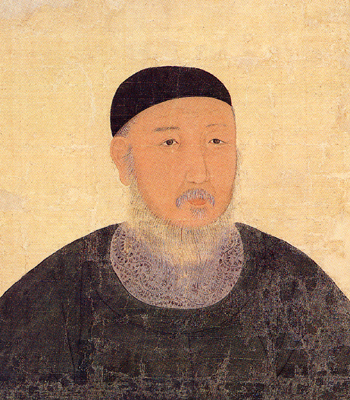
공민왕이 직접 그린 《염제신 상》

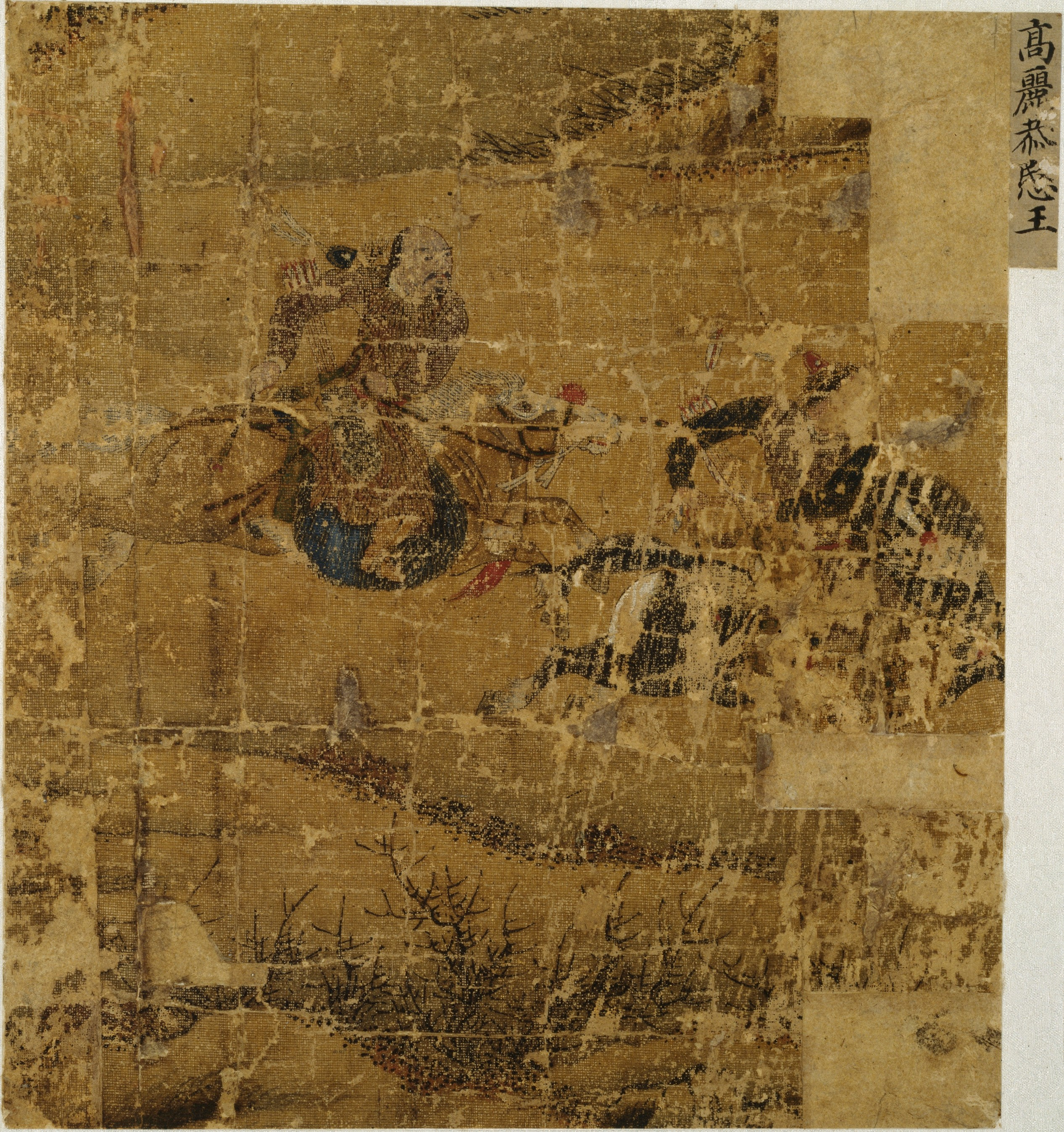
공민왕이 그린 천산대렵도(天山大獵圖)

공민왕은 그림에 뛰어나 고려의 대표적 화가의 한 사람으로 일컬어진다. 글씨에도 능하였으며, 특히 대자(大字)에 뛰어났다.
작품성은 뛰어났고 실물을 거의 완벽하게 묘사하여 당대에도 화제가 되었는데, 인물 묘사도는 섬세하였다는 평이 있다. 작품에 《천산대렵도(天山大獵圖)》(국립현대미술관), 《이양도(二羊圖)》, 《노국대장공주진(眞)》, 《염제신 상》, 《손홍량 상(孫洪亮象) 》《석가출산상(釋迦出山像)》, 《아방궁도(阿房宮圖)》, 《현릉산수도(玄陵山水圖)》, 《달마절로도강도》, 《동자보현육아백상도(童子普賢六牙白象圖)》 등이 있다.
서예작으로는 경북 영주시에 있는 부석사 무량수전의 현판과 청량사 유리보전의 현판, 안동 영호루 현판 등이 있다. 이는 공민왕이 홍건적의 난으로 피난중일 때 직접 써주었다고 한다. 공민왕 15년(1366년)이래 강릉 임영관의 현판은 현재 국보로 지정된 강릉객사문에 남아있다.

## 사상과 치적

### 개혁 정책의 성과
공민왕은 밖으로 반원 자주화, 안으로는 권문세족 일소를 목표삼아 개혁정치를 펴면서 그 일환으로 성균관을 재건, 유학을 장려하고 때묻지 않은 유능한 인물들을 대거 등용하였다. 그 결과 비록 공민왕의 개혁정치는 권문세족의 반격으로 실패했지만 신진사대부라는 새로운 개혁 세력이 중앙 정치무대에 자리잡게 되었다.

### 우왕에 대한 관점
그는 신돈이 소개한 신돈의 시비 반야의 소생 우(모니노)를 자신의 친자로 인지하였다. 반야의 임신을 알게 된 그는 신돈에게 명하여 반야를 신돈의 집에서 속량시키고 신돈의 친구인 승려 능우의 어머니에게 반야를 보내어 순산하게 했다.
그러나 모니노(후의 우왕)의 출산 이후 신돈의 자식이라고 왜곡할 것을 우려했던 공민왕은 반야를 별궁에 감금하고, 모니노는 자신의 후궁인 궁인 한씨가 낳은 자신의 친자라 하여 대내외에 발표하고 강령부원대군에 봉하였다. 그의 예상과 염려대로 후일 정도전 등은 우왕이 신돈의 자식이라는 우창 신씨설을 주장하였다.

## 평가
《고려사》는 공민왕을 다음과 같이 평가하였다.
왕이 즉위하기 이전에는 총명하고 어질고 후덕하여 백성들의 기대를 모았고,
즉위한 후에는 온갖 힘을 다해 올바른 정치를 이루었으므로
온 나라가 크게 기뻐하면서 태평성대의 도래를 기대했다.

그러나 노국공주가 죽은 후 슬픔이 지나쳐 모든 일에 뜻을 잃고
정치를 신돈에게 맡기는 바람에 공신과 현신이 참살되거나 내쫓겼으며,
쓸데없는 건축공사를 일으켜 백성의 원망을 샀다.

완악한 무뢰배들을 가까이 해 음탕하고 더러운 짓을 함부로 하였고
수시로 술주정을 부리며 좌우의 신하들을 마구 때리기도 했다.

또 후사를 두지 못한 것을 근심한 나머지 남의 아들을 데려다가 대군으로 삼고서
다른 사람들이 믿지 않을까 염려해 몰래 폐신을 시켜 후궁을 강간하게 한 다음
임신하게 되면 그 자를 죽여 입을 막아버리려 했다.

패륜적 행동이 이와 같았으니 죽음을 면하려고 한들 어찌 피할 수 있었겠는가?— 《고려사》 권44, 세가44 공민왕7　

## 가족 관계
| 고려 제31대 국왕 | 공민 경효대왕 恭愍 敬孝大王 | 출생 | 1330년 5월 23일 (음력 5월 6일) 고려 개경               |
| 고려 제31대 국왕 | 공민 경효대왕 恭愍 敬孝大王 | 사망 | 1374년 10월 27일 (음력 9월 22일) (44세) 고려 개경 별궁 |

|  |                      |  |  |  |  |  |  |  |  |  |  |  |  |  |  |  |
|  | 원종                 |  |  |  |  |  |  |  |  |  |  |  |  |  |  |  |
|  |                      |  |  |  |  |  |  |  |  |  |  |  |  |  |  |  |
|  |                      |  |  |  |  |  |  |  |  |  |  |  |  |  |  |  |
|  | 충렬왕               |  |  |  |  |  |  |  |  |  |  |  |  |  |  |  |
|  |                      |  |  |  |  |  |  |  |  |  |  |  |  |  |  |  |
|  |                      |  |  |  |  |  |  |  |  |  |  |  |  |  |  |  |
|  | 순경태후 김씨        |  |  |  |  |  |  |  |  |  |  |  |  |  |  |  |
|  |                      |  |  |  |  |  |  |  |  |  |  |  |  |  |  |  |
|  |                      |  |  |  |  |  |  |  |  |  |  |  |  |  |  |  |
|  | 충선왕               |  |  |  |  |  |  |  |  |  |  |  |  |  |  |  |
|  |                      |  |  |  |  |  |  |  |  |  |  |  |  |  |  |  |
|  |                      |  |  |  |  |  |  |  |  |  |  |  |  |  |  |  |
|  | 원 세조 쿠빌라이     |  |  |  |  |  |  |  |  |  |  |  |  |  |  |  |
|  |                      |  |  |  |  |  |  |  |  |  |  |  |  |  |  |  |
|  |                      |  |  |  |  |  |  |  |  |  |  |  |  |  |  |  |
|  | 제국대장공주         |  |  |  |  |  |  |  |  |  |  |  |  |  |  |  |
|  |                      |  |  |  |  |  |  |  |  |  |  |  |  |  |  |  |
|  |                      |  |  |  |  |  |  |  |  |  |  |  |  |  |  |  |
|  | 예쉬진 카둔          |  |  |  |  |  |  |  |  |  |  |  |  |  |  |  |
|  |                      |  |  |  |  |  |  |  |  |  |  |  |  |  |  |  |
|  |                      |  |  |  |  |  |  |  |  |  |  |  |  |  |  |  |
|  | 아버지 충숙왕        |  |  |  |  |  |  |  |  |  |  |  |  |  |  |  |
|  |                      |  |  |  |  |  |  |  |  |  |  |  |  |  |  |  |
|  |                      |  |  |  |  |  |  |  |  |  |  |  |  |  |  |  |
|  | 의비 예쉬진          |  |  |  |  |  |  |  |  |  |  |  |  |  |  |  |
|  |                      |  |  |  |  |  |  |  |  |  |  |  |  |  |  |  |
|  |                      |  |  |  |  |  |  |  |  |  |  |  |  |  |  |  |
|  | 공민왕               |  |  |  |  |  |  |  |  |  |  |  |  |  |  |  |
|  |                      |  |  |  |  |  |  |  |  |  |  |  |  |  |  |  |
|  |                      |  |  |  |  |  |  |  |  |  |  |  |  |  |  |  |
|  | 홍사윤               |  |  |  |  |  |  |  |  |  |  |  |  |  |  |  |
|  |                      |  |  |  |  |  |  |  |  |  |  |  |  |  |  |  |
|  |                      |  |  |  |  |  |  |  |  |  |  |  |  |  |  |  |
|  | 홍진                 |  |  |  |  |  |  |  |  |  |  |  |  |  |  |  |
|  |                      |  |  |  |  |  |  |  |  |  |  |  |  |  |  |  |
|  |                      |  |  |  |  |  |  |  |  |  |  |  |  |  |  |  |
|  | 강릉 왕씨            |  |  |  |  |  |  |  |  |  |  |  |  |  |  |  |
|  |                      |  |  |  |  |  |  |  |  |  |  |  |  |  |  |  |
|  |                      |  |  |  |  |  |  |  |  |  |  |  |  |  |  |  |
|  | 남양부원군 홍규      |  |  |  |  |  |  |  |  |  |  |  |  |  |  |  |
|  |                      |  |  |  |  |  |  |  |  |  |  |  |  |  |  |  |
|  |                      |  |  |  |  |  |  |  |  |  |  |  |  |  |  |  |
|  | 최광                 |  |  |  |  |  |  |  |  |  |  |  |  |  |  |  |
|  |                      |  |  |  |  |  |  |  |  |  |  |  |  |  |  |  |
|  |                      |  |  |  |  |  |  |  |  |  |  |  |  |  |  |  |
|  | 창원군부인 최씨      |  |  |  |  |  |  |  |  |  |  |  |  |  |  |  |
|  |                      |  |  |  |  |  |  |  |  |  |  |  |  |  |  |  |
|  |                      |  |  |  |  |  |  |  |  |  |  |  |  |  |  |  |
|  | 김씨                 |  |  |  |  |  |  |  |  |  |  |  |  |  |  |  |
|  |                      |  |  |  |  |  |  |  |  |  |  |  |  |  |  |  |
|  |                      |  |  |  |  |  |  |  |  |  |  |  |  |  |  |  |
|  | 어머니 명덕태후 홍씨 |  |  |  |  |  |  |  |  |  |  |  |  |  |  |  |
|  |                      |  |  |  |  |  |  |  |  |  |  |  |  |  |  |  |
|  |                      |  |  |  |  |  |  |  |  |  |  |  |  |  |  |  |
|  | 김련                 |  |  |  |  |  |  |  |  |  |  |  |  |  |  |  |
|  |                      |  |  |  |  |  |  |  |  |  |  |  |  |  |  |  |
|  |                      |  |  |  |  |  |  |  |  |  |  |  |  |  |  |  |
|  | 삼한국대부인 김씨    |  |  |  |  |  |  |  |  |  |  |  |  |  |  |  |
|  |                      |  |  |  |  |  |  |  |  |  |  |  |  |  |  |  |
|  |                      |  |  |  |  |  |  |  |  |  |  |  |  |  |  |  |
|  | 유홍                 |  |  |  |  |  |  |  |  |  |  |  |  |  |  |  |
|  |                      |  |  |  |  |  |  |  |  |  |  |  |  |  |  |  |
|  |                      |  |  |  |  |  |  |  |  |  |  |  |  |  |  |  |
|  | 유씨                 |  |  |  |  |  |  |  |  |  |  |  |  |  |  |  |
|  |                      |  |  |  |  |  |  |  |  |  |  |  |  |  |  |  |
|  |                      |  |  |  |  |  |  |  |  |  |  |  |  |  |  |  |

|       |                                             | 이름 / 본관       | 생몰년      | 부모                                              | 비고                            |
| ----- | ------------------------------------------- | ----------------- | ----------- | ------------------------------------------------- | ------------------------------- |
| 정비  | 노국대장공주 魯國大長公主 인덕왕후 仁德王后 | 보탑실리 寶塔失里 | ? - 1365년  | 위왕 베이르테무르 魏王 孛羅帖木兒 미상            |                                 |
| 제2비 | 혜비 이씨 惠妃 李氏                         | 경주              | ? - 1408년  | 이제현 李齊賢 수춘국부인 박씨 壽春國夫人 朴氏     | 조선 개국 후 혜화궁주로 강등    |
| 제3비 | 익비 한씨 益妃 韓氏                         | 미상              | 생몰년 미상 | 덕풍군 왕의 德豊君 王義 미상                      |                                 |
| 제4비 | 신비 염씨 愼妃 廉氏                         | 파주              | 생몰년 미상 | 염제신 廉悌臣 진한국대부인 권씨 辰韓國大夫人 權氏 |                                 |
| 제5비 | 정비 안씨 定妃 安氏                         | 죽산              | ? - 1428년  | 안극인 安克人 가리 이씨 加利 李氏                 | 조선 개국 후 의화궁주로 강등    |
| 궁인  | 순정왕후 한씨 順靜王后 韓氏                 | 미상              | 생몰년 미상 | 면양부원대군 한준 沔陽府院大君 韓俊 한씨 韓氏     | 우왕 즉위년(1374년) 왕후로 추존 |
| 시비  | 반야 般若                                   | 미상              | ? - 1376년  | 미상                                              | 우왕의 생모임을 주장하다 처형됨 |

|   |                                     | 이름                | 생몰년          | 생모 | 배우자              | 비고        |
| - | ----------------------------------- | ------------------- | --------------- | ---- | ------------------- | ----------- |
| 1 | 우왕 禑王 강녕부원대군 江寧府院大君 | 우 禑 모니노 牟尼奴 | 1365년 - 1389년 | 반야 | 근비 이씨 謹妃 李氏 | 제32대 국왕 |

## 대중 문화속에 나타나는 공민왕

### 드라마
| - 《개국》(KBS, 1983년, 배우:임혁) - 《신돈》(MBC, 2005년~2006년, 배우:정보석) - 《신의》(SBS, 2012년, 배우:류덕환) - 《대풍수》(SBS, 2012년~2013년, 배우:류태준) - 《기황후》 2013년~2014년 배우:최정원 - 《정도전》(KBS, 2014년, 배우:김명수) |

### 영화
| - 《쌍화점》(2008년, 배우:주진모) |

## 같이 보기
| - 권문세족 - 신진사대부 - 공민왕의 개혁 - 충선왕 - 충숙왕 - 신돈 - 이인임 - 이제현 - 한안의 - 최만생 - 홍륜 - 염제신 - 이색 | - 최영 - 기철 - 충목왕 - 충정왕 - 충혜왕 - 충렬왕 - 윤계종 - 덕녕공주 - 은천옹주 - 희비 윤씨 - 윤언이 - 충선왕 | - 덕흥군 - 강양공 - 왕제 - 석기 - 조일신 - 김속명 - 권겸 - 성리학 - 시비반야 - 우왕 - 원나라 - 정동행성 - 안향 |

## 참고 자료
- 「한국사 콘서트」, 역성혁명으로 새 나라를 열다, 백유선 저, 두리미디어(2008년, 155~187p)
- 「한국사 인물통찰」, 유사한 공민왕-신돈 관계, 김종성 저, 역사의아침(2010년, 51~63p)
- 「한국사를 읽는 12가지 코드」, 신진사대부, 신명호 저, 다산초당(2011년, 151~163p)